# Abillament informal

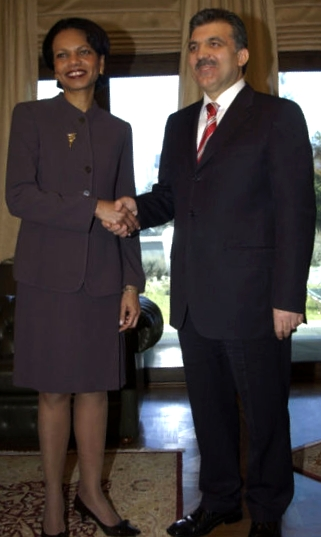
Condoleezza Rice, secretària d'estat dels Estats Units i Abdullah Gül, president de la República de Turquia, amb vestits de negocis

La roba informal o abillament informal és un codi de vestimenta occidental comú al món empresarial. També anomenada roba de negocis o roba de vestir, es defineix per un vestit de negocis per a homes i un vestit de còctel o  vestit pantaló per a dones. En l'escala de la formalitat, es considera menys formal que la roba semi-formal però més formal que la roba casual. Es convida als homes a vestir-se amb vestit i corbata, i a les dones amb un vestit sobri (evitant els vestits amb tirants estrets i escots massa pronunciats).
A la pràctica, des de la dècada del 2010, la vestimenta s'ha relaxat, almenys per als homes, per exemple: portar corbata és opcional, i és permès portar un polo o texans.

## Història
El vestit masculí va tenir el seu origen com a roba informal o d'oci a Gran Bretanya al segle XIX. Buscant una alternativa casual a les levites gruixudes i fins als genolls que llavors es consideraven un vestit de negoci adequat, els homes van començar a portar abrics més lleugers tallats just a sota del seient quan no es dedicaven als negocis.
Després de la Primera Guerra Mundial, el vestit masculí es va establir com a roba diària informal. Els barrets, com ara els fedora o els barrets de copa, es portaven de vegades amb roba informal.
El vestit de negocis es va convertir en la roba de treball estàndard per a tots els homes que no es dedicaven al treball físic. L'armilla es portava regularment amb el vestit fins a la Segona Guerra Mundial, però avui en dia es veu rarament, a causa de la calefacció central de les oficines i la despesa de construcció. Fins almenys a principis dels anys 60, era habitual portar barret.